# العلاقات النمساوية السيشلية
العلاقات النمساوية السيشلية هي العلاقات الثنائية التي تجمع بين النمسا وسيشل.

## مقارنة بين البلدين
هذه مقارنة عامة ومرجعية للدولتين:
| وجه المقارنة                                              | النمسا                                                    | سيشل                                                |
| --------------------------------------------------------- | --------------------------------------------------------- | --------------------------------------------------- |
| المساحة (كم2)                                             | 83.86 ألف                                                 | 459                                                 |
| عدد السكان (نسمة)                                         | 8.81 مليون                                                | 95.84 ألف                                           |
| الكثافة السكانية (ن./كم²)                                 | 105.06                                                    | 20.88 ألف                                           |
| العاصمة                                                   | فيينا                                                     | فيكتوريا                                            |
| اللغة الرسمية                                             | اللغة الألمانية، لغة الإشارة النمساوية ‏                   | لغة فرنسية، لغة إنجليزية، اللغة الكريولية السيشيلية |
| العملة                                                    | يورو، شلن نمساوي، رايخ مارك، شلن نمساوي                   | روبية سيشلية                                        |
| الناتج المحلي الإجمالي (بليون دولار)                      | 416.60 مليار                                              | 1.49 مليار                                          |
| الناتج المحلي الإجمالي (تعادل القوة الشرائية) بليون دولار | 426.99 مليار                                              | 2.54 مليار                                          |
| الناتج المحلي الإجمالي الاسمي للفرد دولار أمريكي          | 43.77 ألف                                                 | 15.48 ألف                                           |
| الناتج المحلي الإجمالي للفرد دولار أمريكي                 | 47.68 ألف                                                 | 26.42 ألف                                           |
| مؤشر التنمية البشرية                                      | 0.885                                                     | 0.772                                               |
| رمز المكالمات الدولي                                      | +43                                                       | +248                                                |
| رمز الإنترنت                                              | .at                                                       | .sc                                                 |
| المنطقة الزمنية                                           | توقيت وسط أوروبا، ت ع م+01:00، ت ع م+02:00، أوروبا/فيينا ‏ | ت ع م+04:00                                         |

## منظمات دولية مشتركة
يشترك البلدان في عضوية مجموعة من المنظمات الدولية، منها:
| علم المنظمة | اسم المنظمة                               | تاريخ انضمام النمسا | تاريخ انضمام سيشل |
| ----------- | ----------------------------------------- | ------------------- | ----------------- |
|             | يونسكو                                    | 13 أغسطس 1948       | 18 أكتوبر 1976    |
|             | وكالة ضمان الاستثمار متعدد الأطراف        | 16 ديسمبر 1997      | 15 سبتمبر 1992    |
|             | الأمم المتحدة                             | 14 ديسمبر 1955      | 21 سبتمبر 1976    |
|             | الفريق المعني برصد الأرض                  | ?                   | ?                 |
|             | الاتحاد البريدي العالمي                   | ?                   | ?                 |
|             | البنك الدولي للإنشاء والتعمير             | 27 أغسطس 1948       | 29 سبتمبر 1980    |
|             | الاتحاد الدولي للاتصالات                  | 1866                | 17 سبتمبر 1999    |
|             | منظمة حظر الأسلحة الكيميائية              | ?                   | 29 أبريل 1997     |
|             | مؤسسة التمويل الدولية                     | 28 سبتمبر 1956      | 11 يونيو 1981     |
|             | المركز الدولي لتسوية المنازعات الاستشارية | 24 يونيو 1971       | 19 أبريل 1978     |
|             | منظمة الشرطة الجنائية الدولية             | ?                   | 1 سبتمبر 1977     |
|             | البنك الإفريقي للتنمية                    | ?                   | ?                 |

## وصلات خارجية
- موقع وزارة الخارجية النمساوية
- موقع وزارة الخارجية السيشلية